# Palais de São Clemente
 (mars 2025).
 (août 2023).
Le Palais de São Clemente est situé sur la Rua de São Clemente, dans le quartier Botafogo de Rio de Janeiro, au Brésil.
Le palais a été construit dans les années 1950 comme siège de l'ambassade du Portugal au Brésil. Avec le changement de capitale à Brasilia, la propriété devient la résidence officielle du Consul général portugais à Rio de Janeiro.

## Description
D'une superficie totale de 5 800 m2, le palais est l'œuvre de l'architecte Guilherme Rebello de Andrade et se caractérise par l'utilisation d'éléments tels que le mobilier, les tapisseries et les azulejos typiques de la culture portugaise. Il est représentatif du style portugais suave en vogue à l'époque. Parmi les noms qui ont participé à la décoration figurent Jorge Barradas et des artistes de l'usine de céramique Viúva Lamego et de la Fondation Ricardo do Espírito Santo. A l'intérieur se trouve une chapelle baroque du XVIIe siècle rapportée du Portugal.